# Santa Cruz do Sul
Santa Cruz do Sul – miasto położone w centralnej części stanu Rio Grande do Sul w południowej Brazylii.
Liczy w przybliżeniu 117 000 mieszkańców i położone jest około 150 km od głównego miasta stanu, Porto Alegre.
PKB jest przeciętnie 2,5 raza wyższy niż w stanie Rio Grande do Sul.
W mieście działa duża wytwórnia papierosów marki Philip Morris. W mieście rozwinął się przemysł hutniczy, chemiczny oraz tytoniowy.

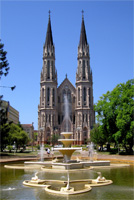
Katedra São João Batista, przed placem prezydenta Getúlio Vargasa

Głównym obiektem turystycznym jest katedra São João Batista z 1928 roku – jedna z największych katedr w Brazylii. Dwie wieże katedralne, dobudowane w 1977 roku, liczą po 82 metry.
W mieście znajduje się uniwersytet założony w 1962 roku (Universidade de Santa Cruz do Sul).

## Historia
Rok 1877 to oficjalna data założenia miasta przez niemieckich przybyszów. W roku 1924 wybudowany został przez nich kościół ewangelicki, który jest największym kościołem ewangelicko-luterańskim w Rio Grande do Sul i największym neoromańskim kościołem w Ameryce Łacińskiej.
Miasto posiada dużą populację osób pochodzenia niemieckiego, które przyczyniły się do powstania tutejszego corocznego festiwalu Oktoberfest, będącego kopią festiwalu w Bawarii.

Położenie na mapie stanu

## Sport
W mieście mają siedzibę kluby piłkarskie FC Santa Cruz i EC Avenida.